# Đại học Giáo dục Indonesia
Trường Đại học Giáo dục Indonesia (tiếng Indonesia: Universitas Pendidikan Indonesia - UPI) được thành lập năm 1954 với ban đầu là trường Cao đẳng Sư phạm (PTPG). Trường toạ lạc tại Bandung,  Indonesia.

## Các khoa
- Khoa học Giáo dục (FIP)
- Giáo dục Khoa học Xã hội (FPIPS)
- Giáo dục Ngôn ngữ và Nghệ thuật  (FPBS)
- Giáo dục Khoa học tự nhiên và Toán học (FPMIPA)
- Giáo dục Kỹ năng nghề và Công nghệ (FPTK)
- Giáo dục Thể dục và Thể thao (FPOK)

## Các bộ môn
- Bộ môn Giáo dục toán học
- Giáo dục Hoá học
- Giáo dục Sinh vật học
- Giáo dục Vật lý